# 神魔令
神魔令（しんまれい）は、エムゲームジャパン及びハンゲームにて運営されていたブラウザゲーム。
2012年中旬頃まではアップデートやイベントが行われていたが、その後メンテナンスのみが行われるようになり、2014年終了に至る。終了は3月13日と告知されていたが、それより約１ヵ月前のエムゲームジャパン全体メンテナンス後より接続が行えなくなり、そのまま終了日を迎えてしまった。